# SPV Complutense
El Sanse Complutense Club de Hockey, conocido como Club de Hockey Sanse Complutense, es un club deportivo de hockey sobre hierba y hockey sala ubicado en el municipio de San Sebastián de los Reyes en la Comunidad Autónoma de Madrid, en España. Su equipo masculino compite en la División de Honor Masculina A de Hockey Hierba y su equipo femenino en la División de Honor Femenina A de Hockey Hierba también llamada Liga Iberdrola.

## Historia
El club nace en 1965, promovido por Fray Pedro Tapia en el Colegio San Pablo de los agustinos, en la calle Valverde de Madrid, y en 1968 se traslada al norte de Madrid con el nombre de Colegio Valdeluz, compitiendo desde entonces el equipo como San Pablo Valdeluz. En la temporada 1974-75 se consigue el primer título nacional en el Campeonato de España de hockey sala celebrado en Alicante.
En 1975 se fusiona con el CUDE, cuyo equipo senior jugaba en Primera División, y en la temporada 1976-77 se consigue el ascenso a la máxima categoría de hockey hierba, la División de Honor. Dos jugadores del primer equipo debutan en los Juegos Olímpicos de Los Ángeles 1984.
En los años 1980  se introduce el hockey femenino, al hacerse mixto el Colegio, y en 1992 se incorporan al club las jugadoras del Atlético de Madrid, que se habían quedado sin equipo cuando Jesús Gil hace de éste una Sociedad Anónima Deportiva. Dos jugadores del club disputan los Juegos Olímpicos de Seúl 1988 y cuatro jugadoras se proclaman campeonas en los Juegos Olímpicos de Barcelona 1992. 
Hasta 1996, el Valdeluz puede competir en la División de Honor y hacer frente a los gastos gracias al patrocinio de Aldeasa. Ese año, finaliza la relación con Aldeasa, habiendo realizado el Valdeluz femenino una sensacional campaña, obteniendo junto a la Copa de S.M. La Reina y la Copa Federación, su primer título de Liga y una plaza para participar en la Copa de Europa del año próximo.
La temporada 1996-97 la sección femenina del Valdeluz pasa a llamarse SPV 51. El equipo costeará la competición con aportación económica de las propias jugadoras, que a punto estuvieron, una vez más, de no poder competir en su primera Copa de Europa por problemas económicos que se solucionaron con la puntual colaboración de HISPA-ROMELINA FRUITS. Unos años más tarde, en la temporada 2001-2002, Marconi patrocinaría al equipo durante una temporada. El equipo masculino obtiene 4 subcampeonatos de Copa del Rey.
En 1999 se produce la fusión con Club de Hockey Complutense y el club adquiere su denominación de SPV Complutense.
Un jugador logra la medalla de plata en los Juegos Olímpicos de Atlanta 1996 y dos jugadoras del club participan con la selección femenina, que serían cinco en Sídney 2000, y cuatro en Atenas 2004 (María del Mar Feito -que disputó 3 Juegos Olímpicos-, Chus Rosa, Ana Raquel Pérez y Bárbara Malda). El SPV 51 es el equipo que más jugadoras aporta al Seleccionado.
En 2016, las jugadoras formadas en el Club, Alicia Magaz, Begoña García, Lola Riera y Lucía Jiménez Vicente, participaron en los Juegos Olímpicos de Río de Janeiro.
Desde 2018 los patrocinadores principales del club son Lexus, San Sebastián de los Reyes, Universidad Complutense de Madrid y Bovis.
En 2019 y 2020 el primer equipo masculino disputó las competiciones europeas de Hockey Sala obteniendo un ascenso y un quinto puesto consecutivamente.

## Palmarés[3]

### Hockey hierba
- Femenino
  - 3 Ligas de España (1996, 2016, 2022)
  - 4 Copas de la Reina (1993, 1996, 1997, 2013)

### Hockey sala
- Femenino
  - 12 campeonatos de España
  - 1 medalla de bronce de la EuroHockey Indoor Club Cup Femenina (1995)
- Masculino
  - 22 campeonatos de España
  - 1 Subcampeonato de la EuroHockey Indoor Club Cup Masculina (1994)
  - 1 medalla de bronce de la EuroHockey Indoor Club Cup Masculina (2015)